# Кузница Вулкана (картина Джордано)
«Кузница Вулкана» — картина итальянского художника Луки Джордано из собрания Государственного Эрмитажа.
Картина иллюстрирует античный миф о Вулкане, который в своей пещере при помощи циклопов куёт разящие молнии для Юпитера и оружие и доспехи для других богов. Яркое описание кузницы Вулкана имеется в «Энеиде» Вергилия (VIII, 416—453)

Тут железо куют в огромном гроте циклопы 

Бронт, и могучий Стероп, и Пиракмон с голою грудью. 

Форму и блеск под руками у них в тот миг обретала

Молнии грозной стрела, какие во множестве мечет

С неба на землю Отец. <…>

Медь ручьями течет, и золото плавится в горнах, 

Льется халибский металл, наносящий смертельные раны, —

Щит создается такой, чтобы стрелы и копья латинян

Все он один отразил: в огромный круг семислойный

Семь скрепляют кругов. Нагнетают, мехи раздувая, 

Воздух одни, шипящую медь окунают другие

В воду. Пещера гудит от ударов молота гулких, 

Мерно один за другим поднимают руки циклопы

И, зажимая в клещах, раскаленное вертят железо. 

(VIII, 424—428, 445—453; пер. с лат. С. А. Ошерова.)

Большинство художников, используя сюжет кузницы Вулкана, отталкивались от описания Вергилия; Джордано не исключение.
Картина по своим стилистическим особенностям близка к работам Луки Джордано «Венера, Марс и кузница Вулкана» из собрания Дениса Маона в Лондоне и «Кузница Вулкана» из собрания галереи Палаццо Спинола в Генуе. Оба этих полотна созданы около 1657—1660 года, соответственно эрмитажная картина датируется около 1660 года.
Ранняя история картины неизвестна. В начале XVIII века она принадлежала английскому скульптору и резчику Гринлингу Гиббонсу. После смерти Гиббонса его коллекции и собственные работы были выставлены наследниками на распродажу, «Кузницу Вулкана» в ноябре 1722 года купил первый лорд казначейства сэр Роберт Уолпол. В описании его коллекции, составленном в 1722 году, она значилась как «большая картина, изображающая Вулкана, работы Риберы». В описи собрания Уолпола 1752 года автором картины назван Джордано. Сначала картина хранилась в собственном доме Уолпола в Лондоне, а с 1736 года в его поместье Хоутон-холле.

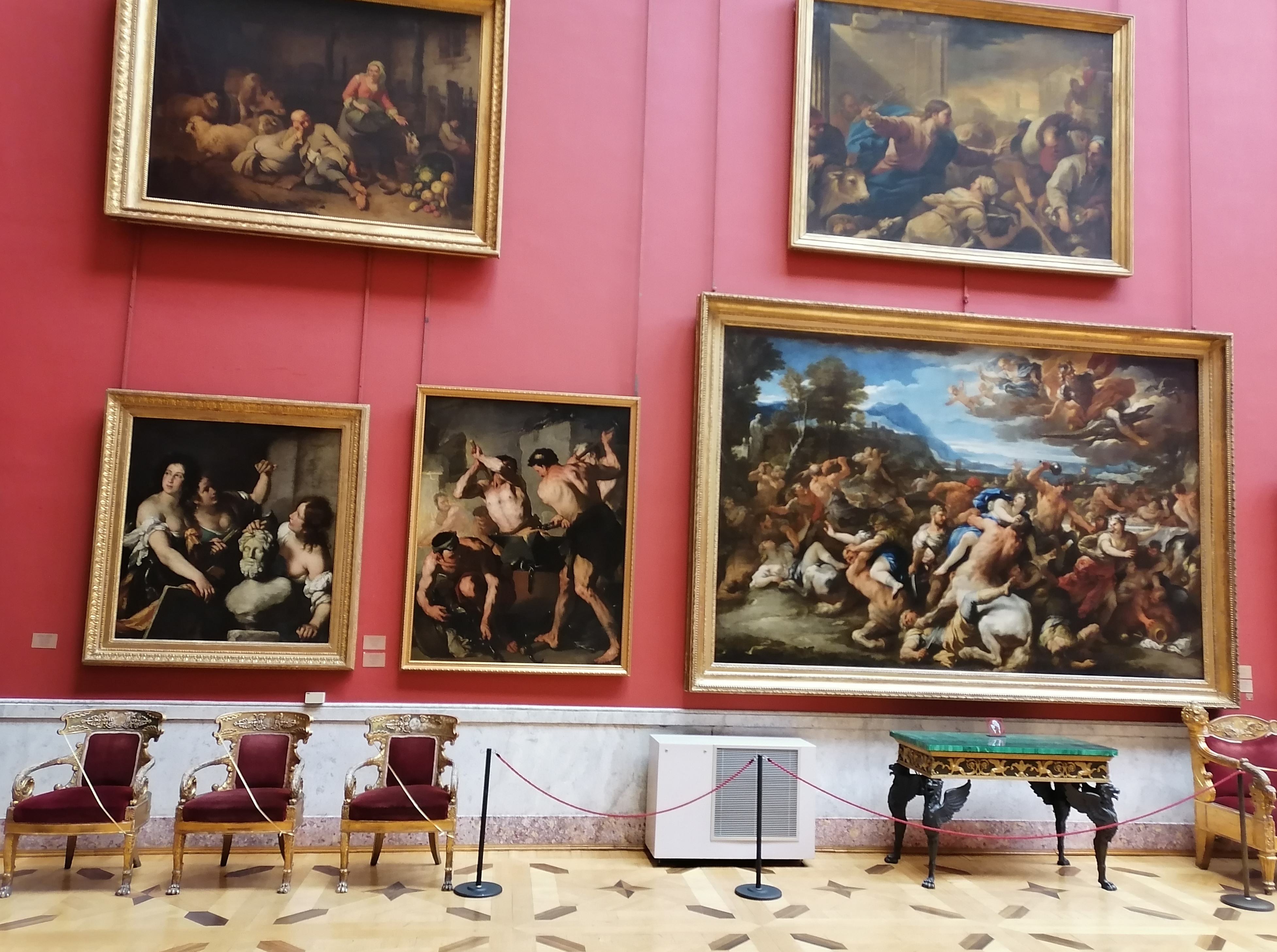
Картина в Большом итальянском просвете (зал 238) Нового Эрмитажа

В 1779 году наследниками Уолпола собрание картин было продано императрице Екатерине II, и с 1779 года картина находится в Эрмитаже. В 1848 году реставратором Ф. Табунцовым картина была переведена на новый холст. Выставляется в зале 238 (Большой итальянский просвет) здания Нового Эрмитажа.
Уже когда картина находилась в собрании Уолпола, с неё снял копию П. Уолтон; эта копия находилась во дворце Сент-Джеймс в Лондоне, а позже была перемещена в Хэмптон-корт. Её современное местонахождение неизвестно. Существует гравюра с картины, созданная Д. Мёрфи и опубликованная Д. Бойделом в Лондоне в 1788 году, несколько отпечатков этой гравюры находится в Британском музее.